# Vĩnh Phước, Nha Trang
Vĩnh Phước là một phường cũ thuộc thành phố Nha Trang, tỉnh Khánh Hòa, Việt Nam.
Phường Vĩnh Phước có diện tích 1,7 km², dân số năm 1999 là 24.445 người, mật độ dân số đạt 14.379 người/km².